# Бреслав, Борис Абрамович
Борис (Янкель Бер) Абрамович Бреслав (1882—1938) — революционер, деятель советских военно-партийных органов и спецслужб; член Президиума Моссовета и заместитель председателя Московской ЧК (1918—1919), начальник особых отделов — 3-й армии, Южного фронта и 12-й армии (1919—1920), начальник политуправления Московского военного округа (1922—1924). Расстрелян в 1938 году, реабилитирован посмертно. 

## Биография
Родился в 1882 году в Оршанском уезде Могилёвской губернии в еврейской семье рабочего, городокского мещанина.
С 1899 года — рабочий витебского завода, член Бунда; за акции протеста подвергался репрессиям и ссылкам. В 1903 году вступил в члены РСДРП(б). В 1904 году стал членом Петербургского комитета РСДРП(б). С 1905 года — редактор рабочей газеты «Призыв», участник революции 1905 года. В 1907 году в качестве представителя большевистской фракции, ездил на Урал для проведения выборов на V (Лондонский) съезд партии. С 1909 года эмигрировал во Францию, был членом комитета парижской группы большевиков. В 1911 году окончил партийную школу в Лонжюмо. С 1911 года был членом Заграничной организационной комиссии и одним из организаторов Российской организационной комиссии для подготовки к VI Всероссийской конференции РСДРП, организацию которой проводил в Петрограде и в Москве, был арестован и до 1917 года находился в ссылке.
В феврале 1917 года работал в газете «Правда», был председателем Кронштадтского комитета большевиков и редактором газеты «Пролетарское Дело». В августе 1917 года участвовал в работе VI съезда РСДРП(б). Во время Октябрьской революции 1917 года был командиром-комиссаром 7-го особого Кронштадтского отряда. С 1917 года — член Петроградского окружного комитета РКП(б) и исполнительного комитета Кронштадтского совета. В 1918 году был членом президиума Моссовета и заместителем председателя Московской ЧК (Ф. Э. Дзержинского). С 1919 года — начальник особых отделов 3-й армии, Южного фронта и 12-й армии.
С 1920 года — заведующий Военным отделом Московского комитета РКП(б). С 1922 года — начальник политуправления Московского военного округа. С 1924 года член НКРКИ СССР, с 1927 года — председатель ревизионной комиссии Всесоюзного кожевенного синдиката. С 1929 года на дипломатической работе — генеральный консул в Париже, заместитель торгпреда СССР во Франции. С 1932 года — главный арбитр НКПП СССР.
Жена с 1923 года — Жданович Елена Николаевна (09.01.1894-1979).
Арестован 31 октября 1937 года по обвинению в «участии в контрреволюционной организации». Внесен в Сталинский расстрельный список по 1-й категории («за» Сталин, Молотов, Каганович, Жданов). 21 апреля 1938 года формальным решением ВКВС СССР приговорён к ВМН — расстрелу, в тот же день приговор был приведён в исполнение. Место захоронения — спецобъект НКВД «Коммунарка». Реабилитирован посмертно ВКВС СССР 18 июля 1956 года.